# P2013 R3
A P2013 R3 a Naprendszer kisbolygóövében található kisbolygó.

## Szétesése

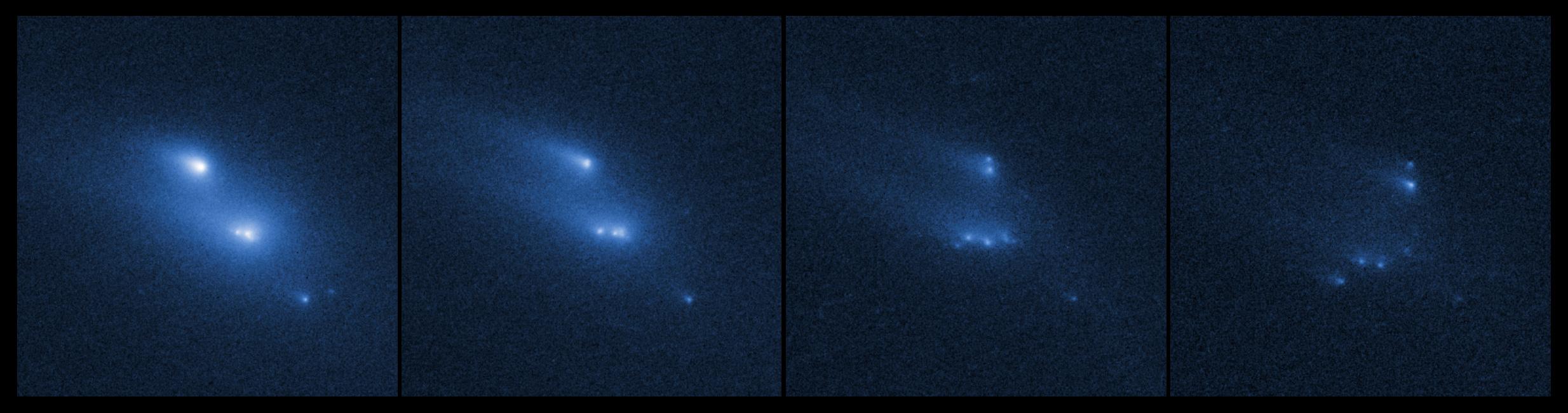
A P2013 R3 kisbolygó széttöredezése a Hubble űrtávcső felvételein.

A kisbolygót elmosódott foltként először 2013 szeptemberében észlelték a Catalina és a Pan-STARRS felvételein. Októberben a 
Gran Telescopio Canarias (Spanyolország) és a Sierra Nevada Obszervatórium (Granada) felvételein már három együttmozgó rész látszott. 
Ez után készítettek a Hubble űrtávcsővel több felvételt is 2013. október 29. és 2014. január 14. között. 
Ezekből a felvételekből derült ki, hogy négy nagyobb (méretük eléri a 200 métert) és több kisebb töredékre esett szét az aszteroida. A törmelékek lassú távolodási sebessége egymástól (1,5 km/h), kizárja, hogy ütközés következtében jött volna létre a darabolódás. A kutatók szerint a napfény hatására az egyenetlen felszínű objektumok estén létrejövő Yarkovsky–O'Keefe–Radzievskii–Paddack effektus felelős a P2013 R3 feldarabolódásáért.